# جوتشن
جوتشن (بالصينية 咎井淳) كاتبة هزلية أمريكية من اصل صيني، ولدت تشن في تايبيه بتايوان ، وهاجرت إلى الولايات المتحدة في أواخر عام 1994.
أشتهرت بالرسم الكاريكاتيري والكتابة الهزلية، لها عدة أعمال كرتونية مميزة أهمها بافي مصاص الدماء والجانب الآخر من المرآة.
لها نشاط كبير في مجال الكاريكاتير وبعض منها تم نشره في مجلة الحصان الأسود للكاريكاتير (Dark Horse Comics) بالإضافة لأنها نجحت في وسائل إعلام أخرى مثل قد أنتجت أيضا الأعمال الفنية التعبئة والتغليف لمايكروسوفت وإكس بوكس كما أنها كانت تصمم أغلفة مجلة بلاي ستيشن لعددين في المجلة أحدهم في 2002 والاخر في 2003

## وصلات
- الموقع الرسمي
- جوتشن على موقع ماي سبيس
- جوتشن at ديفيانت آرت
- Cover of the first issue of the a new Buffy the vampire slayer miniseries to be published in fall 2006, written by Joss Whedon.
- Preview of the Robotech: Love and War miniseries, with several pages of the back up stories drawn by Jo Chen.